# Cernoy-en-Berry
Cernoy-en-Berry ist eine französische Gemeinde mit 427 Einwohnern (Stand: 1. Januar 2022) im Département Loiret in der Region Centre-Val de Loire. Sie gehört zum Arrondissement Montargis und ist Teil des Kantons Gien. Die Einwohner werden Cernoyens genannt.

## Geografie
Cernoy-en-Berry liegt etwa 70 Kilometer südöstlich von Orléans am Fluss Bras, der auch Notreure genannt wird. Im westlichen Gemeindegebiet entspringt der Fluss Aquiaulne. Nachbargemeinden von Cernoy-en-Berry sind Autry-le-Châtel im Norden und Nordwesten, Saint-Firmin-sur-Loire im Nordosten, Châtillon-sur-Loire im Osten und Nordosten, Pierrefitte-ès-Bois im Süden und Südosten, Barlieu im Süden und Südwesten sowie Blancafort im Westen.

## Bevölkerungsentwicklung
| Jahr                       | 1962 | 1968 | 1975 | 1982 | 1990 | 1999 | 2006 | 2018 |
| Einwohner                  | 576  | 503  | 460  | 403  | 380  | 439  | 462  | 450  |
| Quellen: Cassini und INSEE |      |      |      |      |      |      |      |      |

## Sehenswürdigkeiten

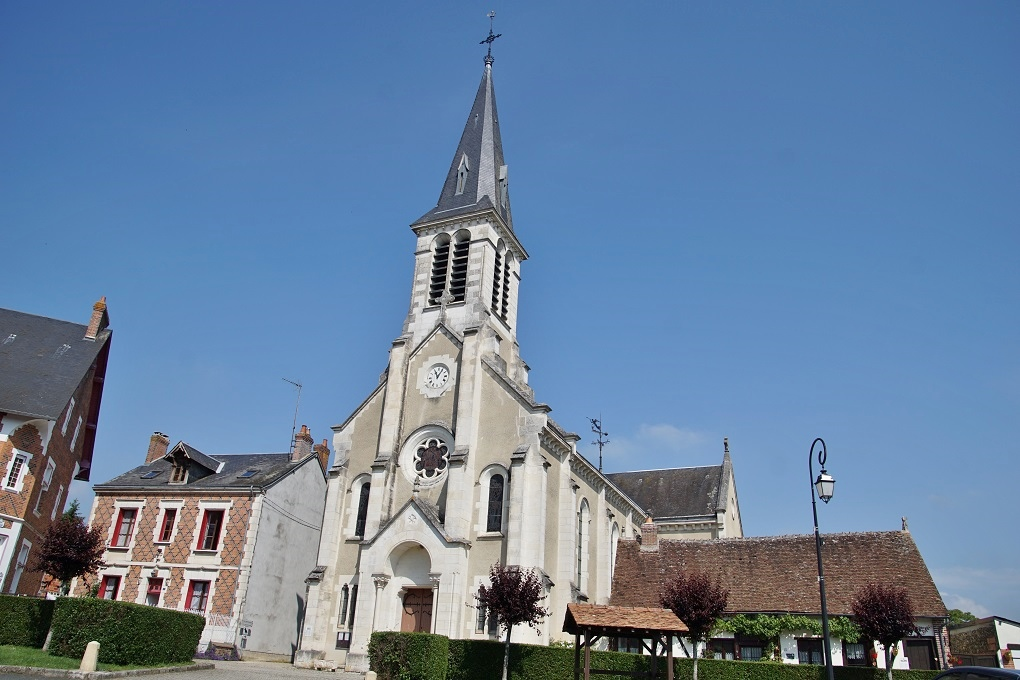
Kirche Saint-Martin

- Kirche Saint-Martin